# 559 (numero)
Cinquecentocinquantanove (559) è il numero naturale dopo il 558 e prima del 560.

## Proprietà matematiche
- È un numero dispari.
- È un numero composto da 4 divisori: 1, 13, 43, 559. Poiché la somma dei suoi divisori (escluso il numero stesso) è 57 < 559, è un numero difettivo.
- È un numero semiprimo.
- È un numero omirpimes.
- È un numero cubico centrato.
- È un numero ennagonale.
- È un numero fortunato.
- È un numero congruente.
- È un numero intero privo di quadrati.
- È un numero malvagio.
- È parte delle terne pitagoriche (215, 516, 559), (559, 840, 1009), (559, 3612, 3655), (559, 12012, 12025), (559, 156240, 156241).

## Astronomia
- 559 Nanon è un asteroide della fascia principale del sistema solare.
- NGC 559 è un ammasso aperto della costellazione di Cassiopea.

## Astronautica
- Cosmos 559 è un satellite artificiale russo.